# Відступ (програмування)
Стиль відступів (індентація) - правила форматування початкового коду, відповідно до яких відступи програмних блоків надають коду зрозумілості.
Стиль відступів, який використовується, зазвичай обумовлюється в стандарті оформлення коду.
Редактори тексту, що входять до складу більшості популярних середовищ розробки, часто надають засоби для підтримки стилю відступів, наприклад, автоматичне вставляння пропусків/табуляції при введенні дужок, що позначають початок/кінець логічного блоку.

## Відступи в C
Існує чотири основні стилі відступів С. Всі вони мають на меті полегшення візуального відстеження конструкцій керування. Відмінності стосуються розстановки програмних дужок { і } й оформлення операторів (if, else, for, while, або do) в блоки.

### Стиль «K&R»
Названий на честь Кернігана і Рітчі через те, що всі приклади з їх книги «Мова програмування С» (нерідко позначається як просто «K & R» за ініціалами авторів) відформатовані подібним чином. Також відомий як «kernel style» (BSD KNF; через те, що ядро UNIX написано в цьому стилі), а також як «Єдиний Правильний Дужковий Стиль» (англ. One True Brace Style - 1TBS) зі слів його прихильників. Основний відступ, показаний нижче, складається з 8 пропусків (або однієї табуляції) на рівень. Хоча найчастіше використовується 4 пропуски.
```
if (<умова>) {

········
<інструкції>
}
```

### Стиль Оллмана
Стиль Олмана - за іменем Еріка Олмана, програміста з Університету Берклі, який написав безліч BSD-утиліт у такому стилі (ще відомий як «стиль BSD»). Нагадує Паскаль і Алгол. Цей стиль за замовчуванням пропонується в Microsoft Visual Studio. Особливості стилю такі:
- Відкрита програмна дужка розташовується в новому рядку з таким самим відступом, як і вираз, який знаходиться в попередньому рядку.
- Перший вираз всередині програмних дужок розташовується в новому рядку з відступом, збільшеним (за вибором програміста) на:
  - 1 символ табуляції (даний варіант використовується в початковому коді сучасних версій програми sendmail, автором якої є Ерік Оллман)
  - 2, 4 або 8 пропусків (конкретний вибір кількості пропусків має бути незмінним у всьому тексті програми)
  - будь-яка інша кількість пропусків або символів табуляції за умови, що ця кількість незмінна у всьому тексті програми
- Наступні вирази всередині програмних дужок розташовуються з тим самим відступом, що й попередні.
- Закрита програмна дужка розташовується з відступом, рівним відступу відповідної їй відкритої програмної дужки (тобто точно під нею).

Приклад коду, відформатованого в стилі Оллмана:
```
if (<умова>)
{

········
<інструкції>
}
```

### Стиль Вайтсмітс
Стиль Вайтсмітс - популярний через приклади, які йшли з Whitesmiths C - одним з перших компіляторів мови С. Основний відступ на рівень для дужок і блоку - 4 пропуски.
```
if (<умова>)

····
{

····
<інструкції>

····
}
```

### Стиль GNU
Стиль GNU - використовується у всіх проектах GNU (наприклад, GNU Emacs). Відступ становить 2 символи на рівень, дужки розташовані з власним відступом..
```
 if (<умова>)

··
{

····
<інструкції>

··
}
```